# París-Niça 2024
La París-Niça 2024 fou la 82a edició de la cursa ciclista per etapes París-Niça. La cursa es disputà entre el 3 i el 10 de març de 2024 sobre un recorregut de 1.219,2 quilòmetres, repartits entre vuit etapes. La cursa formava part de UCI World Tour 2024.
El vencedor final fou l'estatunidenc Matteo Jorgenson (Team Visma-Lease a Bike), que s'imposà per mig minut a Remco Evenepoel (Soudal Quick-Step). Brandon McNulty (UAE Team Emirates) completà el podi. En les classificacions secundàries Remco Evenepoel (Soudal Quick-Step) guanyà la classificació per punts i de la muntanya, Matteo Jorgenson (Team Visma-Lease a Bike) la dels joves i l'UAE Team Emirates la classificació per equips.

## Equips
Vint-i-dos equips prendran part en aquesta edició de la París-Niça, els 18 equips World Tour i quatre equips UCI ProTeams.
| WorldTeams (18)- Alpecin-Deceuninck - Arkéa-B&B Hotels - Astana Qazaqstan Team - Bahrain Victorious - Bora-Hansgrohe - Cofidis - Decathlon-AG2R La Mondiale - EF Education-EasyPost - Groupama-FDJ - Ineos Grenadiers - Intermarché-Wanty - Lidl-Trek - Movistar Team - Soudal Quick-Step - Team dsm-firmenich PostNL - Team Jayco AlUla - Team Visma \| Lease a Bike - UAE Team Emirates ProTeams (4)- Israel-Premier Tech - Lotto Dstny - TotalEnergies - Tudor Pro Cycling Team |
| |

## Etapes
| Etapa    | Data       | Ciutats d'etapa                         | type                      | Distància (km) | Desnivell (m) | Vencedor de l'etapa       | Líder de la general |
| -------- | ---------- | --------------------------------------- | ------------------------- | -------------- | ------------- | ------------------------- | ------------------- |
| 1a etapa | 3 de març  | Les Mureaux – Les Mureaux               | etapa accidentada         | 157,7          | 1.671 m       | Olav Kooij                | Olav Kooij          |
| 2a etapa | 4 de març  | Thoiry – Montargis                      | etapa plana               | 177,6          | 1.070 m       | Arvid de Kleijn           | Laurence Pithie     |
| 3a etapa | 5 de març  | Auxerre – Auxerre                       | contrarellotge per equips | 26,9           | 412 m         | UAE Team Emirates         | Brandon McNulty     |
| 4a etapa | 6 de març  | Chalon-sur-Saône – Mount Brouilly       | etapa de muntanya         | 183            | 3.341 m       | Santiago Buitrago Sánchez | Lucas Plapp         |
| 5a etapa | 7 de març  | Sant Sauvador de Montagut – Sisteron    | etapa de mitja muntanya   | 193,5          | 2.274 m       | Olav Kooij                | Lucas Plapp         |
| 6a etapa | 8 de març  | Sisteron – La Còla de Lop               | etapa de mitja muntanya   | 198,2          | 2.866 m       | Mattias Skjelmose         | Brandon McNulty     |
| 7a etapa | 9 de març  | Niça – Sanctuaire de la Madone d'Utelle | etapa de muntanya         | 104            | 2.342 m       | Aleksandr Vlàssov         | Brandon McNulty     |
| 8a etapa | 10 de març | Niça – Niça                             | etapa de mitja muntanya   | 109,3          | 2.296 m       | Remco Evenepoel           | Matteo Jorgenson    |

### 1a etapa
Les Mureaux - Les Mureaux, 3 de març, 157,7 km
| \| Classificació de l'etapa \| Classificació de l'etapa \| Classificació de l'etapa \| Classificació de l'etapa \| Classificació de l'etapa \| \| Corredor \| Corredor \| Equip \| Temps \| \| \| ------------------------ \| ------------------------ \| -------------------------- \| ------------------------ \| ------------------------ \| \| 1r \| Olav Kooij \| Team Visma \\| Lease a Bike \| 3h 36' 28" \| \| \| 2n \| Mads Pedersen \| Lidl-Trek \| + 0" \| \| \| 3r \| Laurence Pithie \| Groupama-FDJ \| + 0" \| \| \| 4t \| Nils Eekhoff \| Team dsm-firmenich PostNL \| + 0" \| \| \| 5è \| Madis Mihkels \| Intermarché-Wanty \| + 0" \| \| \| 6è \| Michael Matthews \| Team Jayco AlUla \| + 0" \| \| \| 7è \| Matteo Trentin \| Tudor Pro Cycling Team \| + 0" \| \| \| 8è \| Mattias Skjelmose \| Lidl-Trek \| + 0" \| \| \| 9è \| Sandy Dujardin \| TotalEnergies \| + 0" \| \| \| 10è \| Kaden Groves \| Alpecin-Deceuninck \| + 0" \| \| |                   |                            |            |
| |                   |                            |            |
| Font: ProCyclingStats |                   |                            |            |
| Classificació de l'etapa |                   |                            |            |
| Corredor | Corredor          | Equip                      | Temps      |
| 1r | Olav Kooij        | Team Visma \| Lease a Bike | 3h 36' 28" |
| 2n | Mads Pedersen     | Lidl-Trek                  | + 0"       |
| 3r | Laurence Pithie   | Groupama-FDJ               | + 0"       |
| 4t | Nils Eekhoff      | Team dsm-firmenich PostNL  | + 0"       |
| 5è | Madis Mihkels     | Intermarché-Wanty          | + 0"       |
| 6è | Michael Matthews  | Team Jayco AlUla           | + 0"       |
| 7è | Matteo Trentin    | Tudor Pro Cycling Team     | + 0"       |
| 8è | Mattias Skjelmose | Lidl-Trek                  | + 0"       |
| 9è | Sandy Dujardin    | TotalEnergies              | + 0"       |
| 10è | Kaden Groves      | Alpecin-Deceuninck         | + 0"       |

| \| Classificació general \| Classificació general \| Classificació general \| Classificació general \| Classificació general \| \| Corredor \| Corredor \| Equip \| Temps \| \| \| --------------------- \| --------------------- \| -------------------------- \| --------------------- \| --------------------- \| \| 1r \| Olav Kooij \| Team Visma \\| Lease a Bike \| 3h 36' 18" \| \| \| 2n \| Mads Pedersen \| Lidl-Trek \| + 4" \| \| \| 3r \| Matteo Jorgenson \| Team Visma \\| Lease a Bike \| + 4" \| \| \| 4t \| Laurence Pithie \| Groupama-FDJ \| + 6" \| \| \| 5è \| Remco Evenepoel \| Soudal Quick-Step \| + 6" \| \| \| 6è \| Egan Bernal Gómez \| Ineos Grenadiers \| + 8" \| \| \| 7è \| Nils Eekhoff \| Team dsm-firmenich PostNL \| + 10" \| \| \| 8è \| Madis Mihkels \| Intermarché-Wanty \| + 10" \| \| \| 9è \| Michael Matthews \| Team Jayco AlUla \| + 10" \| \| \| 10è \| Matteo Trentin \| Tudor Pro Cycling Team \| + 10" \| \| |                   |                            |            |
| |                   |                            |            |
| Font: ProCyclingStats |                   |                            |            |
| Classificació general |                   |                            |            |
| Corredor | Corredor          | Equip                      | Temps      |
| 1r | Olav Kooij        | Team Visma \| Lease a Bike | 3h 36' 18" |
| 2n | Mads Pedersen     | Lidl-Trek                  | + 4"       |
| 3r | Matteo Jorgenson  | Team Visma \| Lease a Bike | + 4"       |
| 4t | Laurence Pithie   | Groupama-FDJ               | + 6"       |
| 5è | Remco Evenepoel   | Soudal Quick-Step          | + 6"       |
| 6è | Egan Bernal Gómez | Ineos Grenadiers           | + 8"       |
| 7è | Nils Eekhoff      | Team dsm-firmenich PostNL  | + 10"      |
| 8è | Madis Mihkels     | Intermarché-Wanty          | + 10"      |
| 9è | Michael Matthews  | Team Jayco AlUla           | + 10"      |
| 10è | Matteo Trentin    | Tudor Pro Cycling Team     | + 10"      |

### 2a etapa
Thoiry - Montargis, 4 de març, 177,6 km
| \| Classificació de l'etapa \| Classificació de l'etapa \| Classificació de l'etapa \| Classificació de l'etapa \| Classificació de l'etapa \| \| Corredor \| Corredor \| Equip \| Temps \| \| \| ------------------------ \| ------------------------ \| -------------------------- \| ------------------------ \| ------------------------ \| \| 1r \| Arvid de Kleijn \| Tudor Pro Cycling Team \| 4h 41' 14" \| \| \| 2n \| Laurence Pithie \| Groupama-FDJ \| + 0" \| \| \| 3r \| Dylan Groenewegen \| Team Jayco AlUla \| + 0" \| \| \| 4t \| Danny van Poppel \| Bora-Hansgrohe \| + 0" \| \| \| 5è \| Gerben Thijssen \| Intermarché-Wanty \| + 0" \| \| \| 6è \| Sam Bennett \| Decathlon-AG2R La Mondiale \| + 0" \| \| \| 7è \| Dries Van Gestel \| TotalEnergies \| + 0" \| \| \| 8è \| Mads Pedersen \| Lidl-Trek \| + 0" \| \| \| 9è \| Pascal Ackermann \| Israel-Premier Tech \| + 0" \| \| \| 10è \| Matteo Sobrero \| Bora-Hansgrohe \| + 0" \| \| |                   |                            |            |
| |                   |                            |            |
| Font: ProCyclingStats |                   |                            |            |
| Classificació de l'etapa |                   |                            |            |
| Corredor | Corredor          | Equip                      | Temps      |
| 1r | Arvid de Kleijn   | Tudor Pro Cycling Team     | 4h 41' 14" |
| 2n | Laurence Pithie   | Groupama-FDJ               | + 0"       |
| 3r | Dylan Groenewegen | Team Jayco AlUla           | + 0"       |
| 4t | Danny van Poppel  | Bora-Hansgrohe             | + 0"       |
| 5è | Gerben Thijssen   | Intermarché-Wanty          | + 0"       |
| 6è | Sam Bennett       | Decathlon-AG2R La Mondiale | + 0"       |
| 7è | Dries Van Gestel  | TotalEnergies              | + 0"       |
| 8è | Mads Pedersen     | Lidl-Trek                  | + 0"       |
| 9è | Pascal Ackermann  | Israel-Premier Tech        | + 0"       |
| 10è | Matteo Sobrero    | Bora-Hansgrohe             | + 0"       |

| \| Classificació general \| Classificació general \| Classificació general \| Classificació general \| Classificació general \| \| Corredor \| Corredor \| Equip \| Temps \| \| \| --------------------- \| --------------------- \| -------------------------- \| --------------------- \| --------------------- \| \| 1r \| Laurence Pithie \| Groupama-FDJ \| 8h 17' 20" \| \| \| 2n \| Mads Pedersen \| Lidl-Trek \| + 0" \| \| \| 3r \| Olav Kooij \| Team Visma \\| Lease a Bike \| + 0" \| \| \| 4t \| Matteo Jorgenson \| Team Visma \\| Lease a Bike \| + 4" \| \| \| 5è \| Remco Evenepoel \| Soudal Quick-Step \| + 6" \| \| \| 6è \| Egan Bernal Gómez \| Ineos Grenadiers \| + 8" \| \| \| 7è \| Mattias Skjelmose \| Lidl-Trek \| + 8" \| \| \| 8è \| Kaden Groves \| Alpecin-Deceuninck \| + 10" \| \| \| 9è \| Sam Bennett \| Decathlon-AG2R La Mondiale \| + 10" \| \| \| 10è \| Jon Barrenetxea \| Movistar Team \| + 10" \| \| |                   |                            |            |
| |                   |                            |            |
| Font: ProCyclingStats |                   |                            |            |
| Classificació general |                   |                            |            |
| Corredor | Corredor          | Equip                      | Temps      |
| 1r | Laurence Pithie   | Groupama-FDJ               | 8h 17' 20" |
| 2n | Mads Pedersen     | Lidl-Trek                  | + 0"       |
| 3r | Olav Kooij        | Team Visma \| Lease a Bike | + 0"       |
| 4t | Matteo Jorgenson  | Team Visma \| Lease a Bike | + 4"       |
| 5è | Remco Evenepoel   | Soudal Quick-Step          | + 6"       |
| 6è | Egan Bernal Gómez | Ineos Grenadiers           | + 8"       |
| 7è | Mattias Skjelmose | Lidl-Trek                  | + 8"       |
| 8è | Kaden Groves      | Alpecin-Deceuninck         | + 10"      |
| 9è | Sam Bennett       | Decathlon-AG2R La Mondiale | + 10"      |
| 10è | Jon Barrenetxea   | Movistar Team              | + 10"      |

### 3a etapa
Auxerre - Auxerre, 5 de març, 26,9 km
| \| Classificació de l'etapa \| Classificació de l'etapa \| Classificació de l'etapa \| Classificació de l'etapa \| Classificació de l'etapa \| Classificació de l'etapa \| \| Equip \| Equip \| Temps \| Diferència de temps \| Velocitat \| \| \| ------------------------ \| -------------------------- \| ------------------------ \| ------------------------ \| ------------------------ \| ------------------------ \| \| 1r \| UAE Team Emirates \| 31' 23" \| \| 51.429 km/h \| \| \| 2n \| Team Jayco AlUla \| 31' 38" \| + 15" \| 51.022 km/h \| \| \| 3r \| EF Education-EasyPost \| 31' 43" \| + 20" \| 50.888 km/h \| \| \| 4t \| Soudal Quick-Step \| 31' 45" \| + 22" \| 50.835 km/h \| \| \| 5è \| Ineos Grenadiers \| 31' 45" \| + 22" \| 50.835 km/h \| \| \| 6è \| Team Visma \\| Lease a Bike \| 32' 01" \| + 38" \| 50.411 km/h \| \| \| 7è \| Astana Qazaqstan Team \| 32' 02" \| + 39" \| 50.385 km/h \| \| \| 8è \| Decathlon-AG2R La Mondiale \| 32' 02" \| + 39" \| 50.385 km/h \| \| \| 9è \| Cofidis \| 32' 02" \| + 39" \| 50.385 km/h \| \| \| 10è \| Bahrain Victorious \| 32' 05" \| + 42" \| 50.306 km/h \| \| |                            |         |                     |             |
| |                            |         |                     |             |
| Font: ProCyclingStats |                            |         |                     |             |
| Classificació de l'etapa |                            |         |                     |             |
| Equip | Equip                      | Temps   | Diferència de temps | Velocitat   |
| 1r | UAE Team Emirates          | 31' 23" |                     | 51.429 km/h |
| 2n | Team Jayco AlUla           | 31' 38" | + 15"               | 51.022 km/h |
| 3r | EF Education-EasyPost      | 31' 43" | + 20"               | 50.888 km/h |
| 4t | Soudal Quick-Step          | 31' 45" | + 22"               | 50.835 km/h |
| 5è | Ineos Grenadiers           | 31' 45" | + 22"               | 50.835 km/h |
| 6è | Team Visma \| Lease a Bike | 32' 01" | + 38"               | 50.411 km/h |
| 7è | Astana Qazaqstan Team      | 32' 02" | + 39"               | 50.385 km/h |
| 8è | Decathlon-AG2R La Mondiale | 32' 02" | + 39"               | 50.385 km/h |
| 9è | Cofidis                    | 32' 02" | + 39"               | 50.385 km/h |
| 10è | Bahrain Victorious         | 32' 05" | + 42"               | 50.306 km/h |

| \| Classificació general \| Classificació general \| Classificació general \| Classificació general \| Classificació general \| \| Corredor \| Corredor \| Equip \| Temps \| \| \| --------------------- \| --------------------- \| --------------------- \| --------------------- \| --------------------- \| \| 1r \| Brandon McNulty \| UAE Team Emirates \| 8h 48' 53" \| \| \| 2n \| Finn Fisher-Black \| UAE Team Emirates \| + 0" \| \| \| 3r \| João Almeida \| UAE Team Emirates \| + 0" \| \| \| 4t \| Jay Vine \| UAE Team Emirates \| + 0" \| \| \| 5è \| Michael Matthews \| Team Jayco AlUla \| + 15" \| \| \| 6è \| Chris Harper \| Team Jayco AlUla \| + 15" \| \| \| 7è \| Lucas Plapp \| Team Jayco AlUla \| + 15" \| \| \| 8è \| Remco Evenepoel \| Soudal Quick-Step \| + 18" \| \| \| 9è \| Owain Doull \| EF Education-EasyPost \| + 20" \| \| \| 10è \| Egan Bernal Gómez \| Ineos Grenadiers \| + 20" \| \| |                   |                       |            |
| |                   |                       |            |
| Font: ProCyclingStats |                   |                       |            |
| Classificació general |                   |                       |            |
| Corredor | Corredor          | Equip                 | Temps      |
| 1r | Brandon McNulty   | UAE Team Emirates     | 8h 48' 53" |
| 2n | Finn Fisher-Black | UAE Team Emirates     | + 0"       |
| 3r | João Almeida      | UAE Team Emirates     | + 0"       |
| 4t | Jay Vine          | UAE Team Emirates     | + 0"       |
| 5è | Michael Matthews  | Team Jayco AlUla      | + 15"      |
| 6è | Chris Harper      | Team Jayco AlUla      | + 15"      |
| 7è | Lucas Plapp       | Team Jayco AlUla      | + 15"      |
| 8è | Remco Evenepoel   | Soudal Quick-Step     | + 18"      |
| 9è | Owain Doull       | EF Education-EasyPost | + 20"      |
| 10è | Egan Bernal Gómez | Ineos Grenadiers      | + 20"      |

### 4a etapa
Chalon-sur-Saône - Mont Brouilly, 6 de març, 183 km
| \| Classificació de l'etapa \| Classificació de l'etapa \| Classificació de l'etapa \| Classificació de l'etapa \| Classificació de l'etapa \| \| Corredor \| Corredor \| Equip \| Temps \| \| \| ------------------------ \| ------------------------- \| -------------------------- \| ------------------------ \| ------------------------ \| \| 1r \| Santiago Buitrago Sánchez \| Bahrain Victorious \| 4h 25' 52" \| \| \| 2n \| Lucas Plapp \| Team Jayco AlUla \| + 10" \| \| \| 3r \| Mattias Skjelmose \| Lidl-Trek \| + 37" \| \| \| 4t \| Remco Evenepoel \| Soudal Quick-Step \| + 37" \| \| \| 5è \| Egan Bernal Gómez \| Ineos Grenadiers \| + 39" \| \| \| 6è \| Felix Gall \| Decathlon-AG2R La Mondiale \| + 39" \| \| \| 7è \| Primož Roglič \| Bora-Hansgrohe \| + 39" \| \| \| 8è \| Matteo Jorgenson \| Team Visma \\| Lease a Bike \| + 39" \| \| \| 9è \| Harold Tejada \| Astana Qazaqstan Team \| + 43" \| \| \| 10è \| Brandon McNulty \| UAE Team Emirates \| + 46" \| \| |                           |                            |            |
| |                           |                            |            |
| Font: ProCyclingStats |                           |                            |            |
| Classificació de l'etapa |                           |                            |            |
| Corredor | Corredor                  | Equip                      | Temps      |
| 1r | Santiago Buitrago Sánchez | Bahrain Victorious         | 4h 25' 52" |
| 2n | Lucas Plapp               | Team Jayco AlUla           | + 10"      |
| 3r | Mattias Skjelmose         | Lidl-Trek                  | + 37"      |
| 4t | Remco Evenepoel           | Soudal Quick-Step          | + 37"      |
| 5è | Egan Bernal Gómez         | Ineos Grenadiers           | + 39"      |
| 6è | Felix Gall                | Decathlon-AG2R La Mondiale | + 39"      |
| 7è | Primož Roglič             | Bora-Hansgrohe             | + 39"      |
| 8è | Matteo Jorgenson          | Team Visma \| Lease a Bike | + 39"      |
| 9è | Harold Tejada             | Astana Qazaqstan Team      | + 43"      |
| 10è | Brandon McNulty           | UAE Team Emirates          | + 46"      |

| \| Classificació general \| Classificació general \| Classificació general \| Classificació general \| Classificació general \| \| Corredor \| Corredor \| Equip \| Temps \| \| \| --------------------- \| ------------------------- \| -------------------------- \| --------------------- \| --------------------- \| \| 1r \| Lucas Plapp \| Team Jayco AlUla \| 13h 15' 04" \| \| \| 2n \| Santiago Buitrago Sánchez \| Bahrain Victorious \| + 13" \| \| \| 3r \| Brandon McNulty \| UAE Team Emirates \| + 27" \| \| \| 4t \| João Almeida \| UAE Team Emirates \| + 29" \| \| \| 5è \| Remco Evenepoel \| Soudal Quick-Step \| + 30" \| \| \| 6è \| Egan Bernal Gómez \| Ineos Grenadiers \| + 40" \| \| \| 7è \| Chris Harper \| Team Jayco AlUla \| + 46" \| \| \| 8è \| Matteo Jorgenson \| Team Visma \\| Lease a Bike \| + 52" \| \| \| 9è \| Rigoberto Urán \| EF Education-EasyPost \| + 54" \| \| \| 10è \| Carlos Rodríguez Cano \| Ineos Grenadiers \| + 1' 02" \| \| |                           |                            |             |
| |                           |                            |             |
| Font: ProCyclingStats |                           |                            |             |
| Classificació general |                           |                            |             |
| Corredor | Corredor                  | Equip                      | Temps       |
| 1r | Lucas Plapp               | Team Jayco AlUla           | 13h 15' 04" |
| 2n | Santiago Buitrago Sánchez | Bahrain Victorious         | + 13"       |
| 3r | Brandon McNulty           | UAE Team Emirates          | + 27"       |
| 4t | João Almeida              | UAE Team Emirates          | + 29"       |
| 5è | Remco Evenepoel           | Soudal Quick-Step          | + 30"       |
| 6è | Egan Bernal Gómez         | Ineos Grenadiers           | + 40"       |
| 7è | Chris Harper              | Team Jayco AlUla           | + 46"       |
| 8è | Matteo Jorgenson          | Team Visma \| Lease a Bike | + 52"       |
| 9è | Rigoberto Urán            | EF Education-EasyPost      | + 54"       |
| 10è | Carlos Rodríguez Cano     | Ineos Grenadiers           | + 1' 02"    |

### 5a etapa
Sant Sauvador de Montagut - Sisteron, 7 de març, 193,5 km
| \| Classificació de l'etapa \| Classificació de l'etapa \| Classificació de l'etapa \| Classificació de l'etapa \| Classificació de l'etapa \| \| Corredor \| Corredor \| Equip \| Temps \| \| \| ------------------------ \| ------------------------ \| -------------------------- \| ------------------------ \| ------------------------ \| \| 1r \| Olav Kooij \| Team Visma \\| Lease a Bike \| 4h 23' 02" \| \| \| 2n \| Mads Pedersen \| Lidl-Trek \| + 0" \| \| \| 3r \| Pascal Ackermann \| Israel-Premier Tech \| + 0" \| \| \| 4t \| Sam Bennett \| Decathlon-AG2R La Mondiale \| + 0" \| \| \| 5è \| Danny van Poppel \| Bora-Hansgrohe \| + 0" \| \| \| 6è \| Tobias Lund Andresen \| Team dsm-firmenich PostNL \| + 0" \| \| \| 7è \| Matteo Trentin \| Tudor Pro Cycling Team \| + 0" \| \| \| 8è \| Laurence Pithie \| Groupama-FDJ \| + 0" \| \| \| 9è \| Madis Mihkels \| Intermarché-Wanty \| + 0" \| \| \| 10è \| Dušan Rajović \| Bahrain Victorious \| + 0" \| \| |                      |                            |            |
| |                      |                            |            |
| Font: ProCyclingStats |                      |                            |            |
| Classificació de l'etapa |                      |                            |            |
| Corredor | Corredor             | Equip                      | Temps      |
| 1r | Olav Kooij           | Team Visma \| Lease a Bike | 4h 23' 02" |
| 2n | Mads Pedersen        | Lidl-Trek                  | + 0"       |
| 3r | Pascal Ackermann     | Israel-Premier Tech        | + 0"       |
| 4t | Sam Bennett          | Decathlon-AG2R La Mondiale | + 0"       |
| 5è | Danny van Poppel     | Bora-Hansgrohe             | + 0"       |
| 6è | Tobias Lund Andresen | Team dsm-firmenich PostNL  | + 0"       |
| 7è | Matteo Trentin       | Tudor Pro Cycling Team     | + 0"       |
| 8è | Laurence Pithie      | Groupama-FDJ               | + 0"       |
| 9è | Madis Mihkels        | Intermarché-Wanty          | + 0"       |
| 10è | Dušan Rajović        | Bahrain Victorious         | + 0"       |

| \| Classificació general \| Classificació general \| Classificació general \| Classificació general \| Classificació general \| \| Corredor \| Corredor \| Equip \| Temps \| \| \| --------------------- \| ------------------------- \| -------------------------- \| --------------------- \| --------------------- \| \| 1r \| Lucas Plapp \| Team Jayco AlUla \| 17h 38' 48" \| \| \| 2n \| Santiago Buitrago Sánchez \| Bahrain Victorious \| + 13" \| \| \| 3r \| Brandon McNulty \| UAE Team Emirates \| + 27" \| \| \| 4t \| João Almeida \| UAE Team Emirates \| + 29" \| \| \| 5è \| Remco Evenepoel \| Soudal Quick-Step \| + 30" \| \| \| 6è \| Egan Bernal Gómez \| Ineos Grenadiers \| + 40" \| \| \| 7è \| Chris Harper \| Team Jayco AlUla \| + 46" \| \| \| 8è \| Matteo Jorgenson \| Team Visma \\| Lease a Bike \| + 52" \| \| \| 9è \| Rigoberto Urán \| EF Education-EasyPost \| + 54" \| \| \| 10è \| Carlos Rodríguez Cano \| Ineos Grenadiers \| + 1' 02" \| \| |                           |                            |             |
| |                           |                            |             |
| Font: ProCyclingStats |                           |                            |             |
| Classificació general |                           |                            |             |
| Corredor | Corredor                  | Equip                      | Temps       |
| 1r | Lucas Plapp               | Team Jayco AlUla           | 17h 38' 48" |
| 2n | Santiago Buitrago Sánchez | Bahrain Victorious         | + 13"       |
| 3r | Brandon McNulty           | UAE Team Emirates          | + 27"       |
| 4t | João Almeida              | UAE Team Emirates          | + 29"       |
| 5è | Remco Evenepoel           | Soudal Quick-Step          | + 30"       |
| 6è | Egan Bernal Gómez         | Ineos Grenadiers           | + 40"       |
| 7è | Chris Harper              | Team Jayco AlUla           | + 46"       |
| 8è | Matteo Jorgenson          | Team Visma \| Lease a Bike | + 52"       |
| 9è | Rigoberto Urán            | EF Education-EasyPost      | + 54"       |
| 10è | Carlos Rodríguez Cano     | Ineos Grenadiers           | + 1' 02"    |

### 6a etapa
Sisteron - La Còla de Lop, 8 de març, 198,2 km
| \| Classificació de l'etapa \| Classificació de l'etapa \| Classificació de l'etapa \| Classificació de l'etapa \| Classificació de l'etapa \| \| Corredor \| Corredor \| Equip \| Temps \| \| \| ------------------------ \| ------------------------ \| -------------------------- \| ------------------------ \| ------------------------ \| \| 1r \| Mattias Skjelmose \| Lidl-Trek \| 4h 36' 51" \| \| \| 2n \| Brandon McNulty \| UAE Team Emirates \| + 0" \| \| \| 3r \| Matteo Jorgenson \| Team Visma \\| Lease a Bike \| + 0" \| \| \| 4t \| Remco Evenepoel \| Soudal Quick-Step \| + 52" \| \| \| 5è \| Harold Tejada \| Astana Qazaqstan Team \| + 53" \| \| \| 6è \| Aurélien Paret-Peintre \| Decathlon-AG2R La Mondiale \| + 53" \| \| \| 7è \| Felix Gall \| Decathlon-AG2R La Mondiale \| + 53" \| \| \| 8è \| Wilco Kelderman \| Team Visma \\| Lease a Bike \| + 53" \| \| \| 9è \| Primož Roglič \| Bora-Hansgrohe \| + 53" \| \| \| 10è \| Egan Bernal Gómez \| Ineos Grenadiers \| + 53" \| \| |                        |                            |            |
| |                        |                            |            |
| Font: ProCyclingStats |                        |                            |            |
| Classificació de l'etapa |                        |                            |            |
| Corredor | Corredor               | Equip                      | Temps      |
| 1r | Mattias Skjelmose      | Lidl-Trek                  | 4h 36' 51" |
| 2n | Brandon McNulty        | UAE Team Emirates          | + 0"       |
| 3r | Matteo Jorgenson       | Team Visma \| Lease a Bike | + 0"       |
| 4t | Remco Evenepoel        | Soudal Quick-Step          | + 52"      |
| 5è | Harold Tejada          | Astana Qazaqstan Team      | + 53"      |
| 6è | Aurélien Paret-Peintre | Decathlon-AG2R La Mondiale | + 53"      |
| 7è | Felix Gall             | Decathlon-AG2R La Mondiale | + 53"      |
| 8è | Wilco Kelderman        | Team Visma \| Lease a Bike | + 53"      |
| 9è | Primož Roglič          | Bora-Hansgrohe             | + 53"      |
| 10è | Egan Bernal Gómez      | Ineos Grenadiers           | + 53"      |

| \| Classificació general \| Classificació general \| Classificació general \| Classificació general \| Classificació general \| \| Corredor \| Corredor \| Equip \| Temps \| \| \| --------------------- \| --------------------- \| -------------------------- \| --------------------- \| --------------------- \| \| 1r \| Brandon McNulty \| UAE Team Emirates \| 22h 15' 58" \| \| \| 2n \| Matteo Jorgenson \| Team Visma \\| Lease a Bike \| + 23" \| \| \| 3r \| Lucas Plapp \| Team Jayco AlUla \| + 34" \| \| \| 4t \| Mattias Skjelmose \| Lidl-Trek \| + 54" \| \| \| 5è \| Remco Evenepoel \| Soudal Quick-Step \| + 1' 03" \| \| \| 6è \| Egan Bernal Gómez \| Ineos Grenadiers \| + 1' 14" \| \| \| 7è \| João Almeida \| UAE Team Emirates \| + 1' 30" \| \| \| 8è \| Felix Gall \| Decathlon-AG2R La Mondiale \| + 1' 36" \| \| \| 9è \| Harold Tejada \| Astana Qazaqstan Team \| + 1' 37" \| \| \| 10è \| Wilco Kelderman \| Team Visma \\| Lease a Bike \| + 1' 39" \| \| |                   |                            |             |
| |                   |                            |             |
| Font: ProCyclingStats |                   |                            |             |
| Classificació general |                   |                            |             |
| Corredor | Corredor          | Equip                      | Temps       |
| 1r | Brandon McNulty   | UAE Team Emirates          | 22h 15' 58" |
| 2n | Matteo Jorgenson  | Team Visma \| Lease a Bike | + 23"       |
| 3r | Lucas Plapp       | Team Jayco AlUla           | + 34"       |
| 4t | Mattias Skjelmose | Lidl-Trek                  | + 54"       |
| 5è | Remco Evenepoel   | Soudal Quick-Step          | + 1' 03"    |
| 6è | Egan Bernal Gómez | Ineos Grenadiers           | + 1' 14"    |
| 7è | João Almeida      | UAE Team Emirates          | + 1' 30"    |
| 8è | Felix Gall        | Decathlon-AG2R La Mondiale | + 1' 36"    |
| 9è | Harold Tejada     | Astana Qazaqstan Team      | + 1' 37"    |
| 10è | Wilco Kelderman   | Team Visma \| Lease a Bike | + 1' 39"    |

### 7a etapa
Niça - Auron, 9 de març, 173 km
| \| Classificació de l'etapa \| Classificació de l'etapa \| Classificació de l'etapa \| Classificació de l'etapa \| Classificació de l'etapa \| \| Corredor \| Corredor \| Equip \| Temps \| \| \| ------------------------ \| ------------------------- \| -------------------------- \| ------------------------ \| ------------------------ \| \| 1r \| Aleksandr Vlàssov \| Bora-Hansgrohe \| 2h 44' 03" \| \| \| 2n \| Remco Evenepoel \| Soudal Quick-Step \| + 8" \| \| \| 3r \| Primož Roglič \| Bora-Hansgrohe \| + 8" \| \| \| 4t \| Mattias Skjelmose \| Lidl-Trek \| + 8" \| \| \| 5è \| Matteo Jorgenson \| Team Visma \\| Lease a Bike \| + 8" \| \| \| 6è \| Santiago Buitrago Sánchez \| Bahrain Victorious \| + 13" \| \| \| 7è \| Brandon McNulty \| UAE Team Emirates \| + 27" \| \| \| 8è \| Wilco Kelderman \| Team Visma \\| Lease a Bike \| + 31" \| \| \| 9è \| Aurélien Paret-Peintre \| Decathlon-AG2R La Mondiale \| + 36" \| \| \| 10è \| Lucas Plapp \| Team Jayco AlUla \| + 40" \| \| |                           |                            |            |
| |                           |                            |            |
| Font: ProCyclingStats |                           |                            |            |
| Classificació de l'etapa |                           |                            |            |
| Corredor | Corredor                  | Equip                      | Temps      |
| 1r | Aleksandr Vlàssov         | Bora-Hansgrohe             | 2h 44' 03" |
| 2n | Remco Evenepoel           | Soudal Quick-Step          | + 8"       |
| 3r | Primož Roglič             | Bora-Hansgrohe             | + 8"       |
| 4t | Mattias Skjelmose         | Lidl-Trek                  | + 8"       |
| 5è | Matteo Jorgenson          | Team Visma \| Lease a Bike | + 8"       |
| 6è | Santiago Buitrago Sánchez | Bahrain Victorious         | + 13"      |
| 7è | Brandon McNulty           | UAE Team Emirates          | + 27"      |
| 8è | Wilco Kelderman           | Team Visma \| Lease a Bike | + 31"      |
| 9è | Aurélien Paret-Peintre    | Decathlon-AG2R La Mondiale | + 36"      |
| 10è | Lucas Plapp               | Team Jayco AlUla           | + 40"      |

| \| Classificació general \| Classificació general \| Classificació general \| Classificació general \| Classificació general \| \| Corredor \| Corredor \| Equip \| Temps \| \| \| --------------------- \| ---------------------- \| -------------------------- \| --------------------- \| --------------------- \| \| 1r \| Brandon McNulty \| UAE Team Emirates \| 25h 00' 28" \| \| \| 2n \| Matteo Jorgenson \| Team Visma \\| Lease a Bike \| + 4" \| \| \| 3r \| Mattias Skjelmose \| Lidl-Trek \| + 35" \| \| \| 4t \| Remco Evenepoel \| Soudal Quick-Step \| + 36" \| \| \| 5è \| Lucas Plapp \| Team Jayco AlUla \| + 47" \| \| \| 6è \| Primož Roglič \| Bora-Hansgrohe \| + 1' 21" \| \| \| 7è \| Egan Bernal Gómez \| Ineos Grenadiers \| + 1' 42" \| \| \| 8è \| Wilco Kelderman \| Team Visma \\| Lease a Bike \| + 1' 43" \| \| \| 9è \| Aurélien Paret-Peintre \| Decathlon-AG2R La Mondiale \| + 1' 53" \| \| \| 10è \| Aleksandr Vlàssov \| Bora-Hansgrohe \| + 2' 05" \| \| |                        |                            |             |
| |                        |                            |             |
| Font: ProCyclingStats |                        |                            |             |
| Classificació general |                        |                            |             |
| Corredor | Corredor               | Equip                      | Temps       |
| 1r | Brandon McNulty        | UAE Team Emirates          | 25h 00' 28" |
| 2n | Matteo Jorgenson       | Team Visma \| Lease a Bike | + 4"        |
| 3r | Mattias Skjelmose      | Lidl-Trek                  | + 35"       |
| 4t | Remco Evenepoel        | Soudal Quick-Step          | + 36"       |
| 5è | Lucas Plapp            | Team Jayco AlUla           | + 47"       |
| 6è | Primož Roglič          | Bora-Hansgrohe             | + 1' 21"    |
| 7è | Egan Bernal Gómez      | Ineos Grenadiers           | + 1' 42"    |
| 8è | Wilco Kelderman        | Team Visma \| Lease a Bike | + 1' 43"    |
| 9è | Aurélien Paret-Peintre | Decathlon-AG2R La Mondiale | + 1' 53"    |
| 10è | Aleksandr Vlàssov      | Bora-Hansgrohe             | + 2' 05"    |

### 8a etapa
Niça - Niça, 10 de març, 109,3 km
| \| Classificació de l'etapa \| Classificació de l'etapa \| Classificació de l'etapa \| Classificació de l'etapa \| Classificació de l'etapa \| \| Corredor \| Corredor \| Equip \| Temps \| \| \| ------------------------ \| ------------------------ \| -------------------------- \| ------------------------ \| ------------------------ \| \| 1r \| Remco Evenepoel \| Soudal Quick-Step \| 2h 50' 03" \| \| \| 2n \| Matteo Jorgenson \| Team Visma \\| Lease a Bike \| + 0" \| \| \| 3r \| Aleksandr Vlàssov \| Bora-Hansgrohe \| + 50" \| \| \| 4t \| Mattias Skjelmose \| Lidl-Trek \| + 1' 39" \| \| \| 5è \| Brandon McNulty \| UAE Team Emirates \| + 1' 39" \| \| \| 6è \| Samuele Battistella \| Astana Qazaqstan Team \| + 2' 13" \| \| \| 7è \| Michael Storer \| Tudor Pro Cycling Team \| + 2' 13" \| \| \| 8è \| Felix Gall \| Decathlon-AG2R La Mondiale \| + 2' 13" \| \| \| 9è \| Egan Bernal Gómez \| Ineos Grenadiers \| + 2' 13" \| \| \| 10è \| Lucas Plapp \| Team Jayco AlUla \| + 2' 13" \| \| |                     |                            |            |
| |                     |                            |            |
| Font: ProCyclingStats |                     |                            |            |
| Classificació de l'etapa |                     |                            |            |
| Corredor | Corredor            | Equip                      | Temps      |
| 1r | Remco Evenepoel     | Soudal Quick-Step          | 2h 50' 03" |
| 2n | Matteo Jorgenson    | Team Visma \| Lease a Bike | + 0"       |
| 3r | Aleksandr Vlàssov   | Bora-Hansgrohe             | + 50"      |
| 4t | Mattias Skjelmose   | Lidl-Trek                  | + 1' 39"   |
| 5è | Brandon McNulty     | UAE Team Emirates          | + 1' 39"   |
| 6è | Samuele Battistella | Astana Qazaqstan Team      | + 2' 13"   |
| 7è | Michael Storer      | Tudor Pro Cycling Team     | + 2' 13"   |
| 8è | Felix Gall          | Decathlon-AG2R La Mondiale | + 2' 13"   |
| 9è | Egan Bernal Gómez   | Ineos Grenadiers           | + 2' 13"   |
| 10è | Lucas Plapp         | Team Jayco AlUla           | + 2' 13"   |

## Classificacions finals

### Classificació general
| \| Classificació general \| Classificació general \| Classificació general \| Classificació general \| Classificació general \| \| Corredor \| Corredor \| Equip \| Temps \| \| \| --------------------- \| --------------------- \| -------------------------- \| --------------------- \| --------------------- \| \| 1r \| Matteo Jorgenson \| Team Visma \\| Lease a Bike \| 27h 50' 23" \| \| \| 2n \| Remco Evenepoel \| Soudal Quick-Step \| + 30" \| \| \| 3r \| Brandon McNulty \| UAE Team Emirates \| + 1' 47" \| \| \| 4t \| Mattias Skjelmose \| Lidl-Trek \| + 2' 22" \| \| \| 5è \| Aleksandr Vlàssov \| Bora-Hansgrohe \| + 2' 57" \| \| \| 6è \| Lucas Plapp \| Team Jayco AlUla \| + 3' 08" \| \| \| 7è \| Egan Bernal Gómez \| Ineos Grenadiers \| + 4' 03" \| \| \| 8è \| Wilco Kelderman \| Team Visma \\| Lease a Bike \| + 4' 04" \| \| \| 9è \| Felix Gall \| Decathlon-AG2R La Mondiale \| + 4' 35" \| \| \| 10è \| Primož Roglič \| Bora-Hansgrohe \| + 5' 33" \| \| |                   |                            |             |
| |                   |                            |             |
| Font: ProCyclingStats |                   |                            |             |
| Classificació general |                   |                            |             |
| Corredor | Corredor          | Equip                      | Temps       |
| 1r | Matteo Jorgenson  | Team Visma \| Lease a Bike | 27h 50' 23" |
| 2n | Remco Evenepoel   | Soudal Quick-Step          | + 30"       |
| 3r | Brandon McNulty   | UAE Team Emirates          | + 1' 47"    |
| 4t | Mattias Skjelmose | Lidl-Trek                  | + 2' 22"    |
| 5è | Aleksandr Vlàssov | Bora-Hansgrohe             | + 2' 57"    |
| 6è | Lucas Plapp       | Team Jayco AlUla           | + 3' 08"    |
| 7è | Egan Bernal Gómez | Ineos Grenadiers           | + 4' 03"    |
| 8è | Wilco Kelderman   | Team Visma \| Lease a Bike | + 4' 04"    |
| 9è | Felix Gall        | Decathlon-AG2R La Mondiale | + 4' 35"    |
| 10è | Primož Roglič     | Bora-Hansgrohe             | + 5' 33"    |

| Classificació per punts | Classificació per punts | Classificació per punts    | Classificació per punts | Classificació per punts |
| Corredor                | Corredor                | Equip                      | Punts                   |                         |
| ----------------------- | ----------------------- | -------------------------- | ----------------------- | ----------------------- |
| 1r                      | Remco Evenepoel         | Soudal Quick-Step          | 69 pts                  |                         |
| 2n                      | Mattias Skjelmose       | Lidl-Trek                  | 61 pts                  |                         |
| 3r                      | Matteo Jorgenson        | Team Visma \| Lease a Bike | 61 pts                  |                         |
| 4t                      | Mads Pedersen           | Lidl-Trek                  | 60 pts                  |                         |
| 5è                      | Laurence Pithie         | Groupama-FDJ               | 56 pts                  |                         |
| 6è                      | Danny van Poppel        | Bora-Hansgrohe             | 44 pts                  |                         |
| 7è                      | Aleksandr Vlàssov       | Bora-Hansgrohe             | 29 pts                  |                         |
| 8è                      | Brandon McNulty         | UAE Team Emirates          | 27 pts                  |                         |
| 9è                      | Matteo Trentin          | Tudor Pro Cycling Team     | 24 pts                  |                         |
| 10è                     | Egan Bernal Gómez       | Ineos Grenadiers           | 23 pts                  |                         |

| Classificació per punts | Classificació per punts | Classificació per punts    | Classificació per punts | Classificació per punts |
| Corredor                | Corredor                | Equip                      | Punts                   |                         |
| ----------------------- | ----------------------- | -------------------------- | ----------------------- | ----------------------- |
| 1r                      | Remco Evenepoel         | Soudal Quick-Step          | 69 pts                  |                         |
| 2n                      | Mattias Skjelmose       | Lidl-Trek                  | 61 pts                  |                         |
| 3r                      | Matteo Jorgenson        | Team Visma \| Lease a Bike | 61 pts                  |                         |
| 4t                      | Mads Pedersen           | Lidl-Trek                  | 60 pts                  |                         |
| 5è                      | Laurence Pithie         | Groupama-FDJ               | 56 pts                  |                         |
| 6è                      | Danny van Poppel        | Bora-Hansgrohe             | 44 pts                  |                         |
| 7è                      | Aleksandr Vlàssov       | Bora-Hansgrohe             | 29 pts                  |                         |
| 8è                      | Brandon McNulty         | UAE Team Emirates          | 27 pts                  |                         |
| 9è                      | Matteo Trentin          | Tudor Pro Cycling Team     | 24 pts                  |                         |
| 10è                     | Egan Bernal Gómez       | Ineos Grenadiers           | 23 pts                  |                         |

| Classificació de la muntanya | Classificació de la muntanya | Classificació de la muntanya | Classificació de la muntanya | Classificació de la muntanya |
| Corredor                     | Corredor                     | Equip                        | Punts                        |                              |
| ---------------------------- | ---------------------------- | ---------------------------- | ---------------------------- | ---------------------------- |
| 1r                           | Remco Evenepoel              | Soudal Quick-Step            | 47 pts                       |                              |
| 2n                           | Mathieu Burgaudeau           | TotalEnergies                | 44 pts                       |                              |
| 3r                           | Cristian Scaroni             | Astana Qazaqstan Team        | 44 pts                       |                              |
| 4t                           | Aleksandr Vlàssov            | Bora-Hansgrohe               | 41 pts                       |                              |
| 5è                           | Matteo Jorgenson             | Team Visma \| Lease a Bike   | 27 pts                       |                              |
| 6è                           | Victor Campenaerts           | Lotto Dstny                  | 16 pts                       |                              |
| 7è                           | Mattias Skjelmose            | Lidl-Trek                    | 14 pts                       |                              |
| 8è                           | Jonas Rutsch                 | EF Education-EasyPost        | 13 pts                       |                              |
| 9è                           | Lucas Plapp                  | Team Jayco AlUla             | 11 pts                       |                              |
| 10è                          | Primož Roglič                | Bora-Hansgrohe               | 10 pts                       |                              |

| Classificació de la muntanya | Classificació de la muntanya | Classificació de la muntanya | Classificació de la muntanya | Classificació de la muntanya |
| Corredor                     | Corredor                     | Equip                        | Punts                        |                              |
| ---------------------------- | ---------------------------- | ---------------------------- | ---------------------------- | ---------------------------- |
| 1r                           | Remco Evenepoel              | Soudal Quick-Step            | 47 pts                       |                              |
| 2n                           | Mathieu Burgaudeau           | TotalEnergies                | 44 pts                       |                              |
| 3r                           | Cristian Scaroni             | Astana Qazaqstan Team        | 44 pts                       |                              |
| 4t                           | Aleksandr Vlàssov            | Bora-Hansgrohe               | 41 pts                       |                              |
| 5è                           | Matteo Jorgenson             | Team Visma \| Lease a Bike   | 27 pts                       |                              |
| 6è                           | Victor Campenaerts           | Lotto Dstny                  | 16 pts                       |                              |
| 7è                           | Mattias Skjelmose            | Lidl-Trek                    | 14 pts                       |                              |
| 8è                           | Jonas Rutsch                 | EF Education-EasyPost        | 13 pts                       |                              |
| 9è                           | Lucas Plapp                  | Team Jayco AlUla             | 11 pts                       |                              |
| 10è                          | Primož Roglič                | Bora-Hansgrohe               | 10 pts                       |                              |

| Classificació del millor jove | Classificació del millor jove | Classificació del millor jove | Classificació del millor jove | Classificació del millor jove |
| Corredor                      | Corredor                      | Equip                         | Temps                         |                               |
| ----------------------------- | ----------------------------- | ----------------------------- | ----------------------------- | ----------------------------- |
| 1r                            | Matteo Jorgenson              | Team Visma \| Lease a Bike    | 27h 50' 23"                   |                               |
| 2n                            | Remco Evenepoel               | Soudal Quick-Step             | + 30"                         |                               |
| 3r                            | Mattias Skjelmose             | Lidl-Trek                     | + 2' 22"                      |                               |
| 4t                            | Lucas Plapp                   | Team Jayco AlUla              | + 3' 08"                      |                               |
| 5è                            | Ewen Costiou                  | Arkéa-B&B Hotels              | + 16' 25"                     |                               |
| 6è                            | Ilan Van Wilder               | Soudal Quick-Step             | + 24' 11"                     |                               |
| 7è                            | Carlos Rodríguez Cano         | Ineos Grenadiers              | + 39' 21"                     |                               |
| 8è                            | Jon Barrenetxea               | Movistar Team                 | + 57' 23"                     |                               |
| 9è                            | Jordan Jegat                  | TotalEnergies                 | + 1h 01' 12"                  |                               |
| 10è                           | Finn Fisher-Black             | UAE Team Emirates             | + 1h 06' 36"                  |                               |

| Classificació del millor jove | Classificació del millor jove | Classificació del millor jove | Classificació del millor jove | Classificació del millor jove |
| Corredor                      | Corredor                      | Equip                         | Temps                         |                               |
| ----------------------------- | ----------------------------- | ----------------------------- | ----------------------------- | ----------------------------- |
| 1r                            | Matteo Jorgenson              | Team Visma \| Lease a Bike    | 27h 50' 23"                   |                               |
| 2n                            | Remco Evenepoel               | Soudal Quick-Step             | + 30"                         |                               |
| 3r                            | Mattias Skjelmose             | Lidl-Trek                     | + 2' 22"                      |                               |
| 4t                            | Lucas Plapp                   | Team Jayco AlUla              | + 3' 08"                      |                               |
| 5è                            | Ewen Costiou                  | Arkéa-B&B Hotels              | + 16' 25"                     |                               |
| 6è                            | Ilan Van Wilder               | Soudal Quick-Step             | + 24' 11"                     |                               |
| 7è                            | Carlos Rodríguez Cano         | Ineos Grenadiers              | + 39' 21"                     |                               |
| 8è                            | Jon Barrenetxea               | Movistar Team                 | + 57' 23"                     |                               |
| 9è                            | Jordan Jegat                  | TotalEnergies                 | + 1h 01' 12"                  |                               |
| 10è                           | Finn Fisher-Black             | UAE Team Emirates             | + 1h 06' 36"                  |                               |

| Classificació per equips | Classificació per equips   | Classificació per equips | Classificació per equips |
| Equip                    | Equip                      | Temps                    |                          |
| ------------------------ | -------------------------- | ------------------------ | ------------------------ |
| 1r                       | UAE Team Emirates          | 83h 51' 18"              |                          |
| 2n                       | Team Visma \| Lease a Bike | + 7' 45"                 |                          |
| 3r                       | Soudal Quick-Step          | + 8' 18"                 |                          |
| 4t                       | Bora-Hansgrohe             | + 22' 49"                |                          |
| 5è                       | Ineos Grenadiers           | + 25' 19"                |                          |
| 6è                       | Decathlon-AG2R La Mondiale | + 38' 22"                |                          |
| 7è                       | Bahrain Victorious         | + 1h 15' 26"             |                          |
| 8è                       | Movistar Team              | + 1h 15' 47"             |                          |
| 9è                       | Astana Qazaqstan Team      | + 1h 29' 34"             |                          |
| 10è                      | Lidl-Trek                  | + 1h 32' 40"             |                          |

| Classificació per equips | Classificació per equips   | Classificació per equips | Classificació per equips |
| Equip                    | Equip                      | Temps                    |                          |
| ------------------------ | -------------------------- | ------------------------ | ------------------------ |
| 1r                       | UAE Team Emirates          | 83h 51' 18"              |                          |
| 2n                       | Team Visma \| Lease a Bike | + 7' 45"                 |                          |
| 3r                       | Soudal Quick-Step          | + 8' 18"                 |                          |
| 4t                       | Bora-Hansgrohe             | + 22' 49"                |                          |
| 5è                       | Ineos Grenadiers           | + 25' 19"                |                          |
| 6è                       | Decathlon-AG2R La Mondiale | + 38' 22"                |                          |
| 7è                       | Bahrain Victorious         | + 1h 15' 26"             |                          |
| 8è                       | Movistar Team              | + 1h 15' 47"             |                          |
| 9è                       | Astana Qazaqstan Team      | + 1h 29' 34"             |                          |
| 10è                      | Lidl-Trek                  | + 1h 32' 40"             |                          |

## Evolució de les classificacions
| Etapa                  | Vencedor                 | Classificació general | Classificació per punts | Classificació de la muntanya | Classificació dels joves | Classificació per equips | Premi de la combativitat |
| ---------------------- | ------------------------ | --------------------- | ----------------------- | ---------------------------- | ------------------------ | ------------------------ | ------------------------ |
| 1                      | Olav Kooij               | Olav Kooij            | Olav Kooij              | Jonas Rutsch                 | Olav Kooij               | Team Visma-Lease a Bike  | Jonas Rutsch             |
| 2                      | Arvid de Kleijn          | Laurence Pithie       | Laurence Pithie         | Mathieu Burgaudeau           | Laurence Pithie          | Team Visma-Lease a Bike  | Mathieu Burgaudeau       |
| 3                      | UAE Team Emirates        | Brandon McNulty       | Laurence Pithie         | Mathieu Burgaudeau           | Finn Fisher-Black        | UAE Team Emirates        | Non décerné              |
| 4                      | Santiago Buitrago        | Luke Plapp            | Laurence Pithie         | Mathieu Burgaudeau           | Luke Plapp               | Ineos Grenadiers         | Christian Scaroni        |
| 5                      | Olav Kooij               | Luke Plapp            | Mads Pedersen           | Mathieu Burgaudeau           | Luke Plapp               | Ineos Grenadiers         | Pierre Latour            |
| 6                      | Mattias Skjelmose Jensen | Brandon McNulty       | Mads Pedersen           | Mathieu Burgaudeau           | Matteo Jorgenson         | UAE Team Emirates        | Mads Pedersen            |
| 7                      | Aleksandr Vlasov         | Brandon McNulty       | Mads Pedersen           | Mathieu Burgaudeau           | Matteo Jorgenson         | UAE Team Emirates        | Johan Jacobs             |
| 8                      | Remco Evenepoel          | Matteo Jorgenson      | Remco Evenepoel         | Remco Evenepoel              | Matteo Jorgenson         | UAE Team Emirates        | Remco Evenepoel          |
| Classificacions finals | Classificacions finals   | Matteo Jorgenson      | Remco Evenepoel         | Remco Evenepoel              | Matteo Jorgenson         | UAE Team Emirates        | non décerné              |

## Llista de participants
| Bora-Hansgrohe BOH | Bora-Hansgrohe BOH     | Bora-Hansgrohe BOH |
| ------------------ | ---------------------- | ------------------ |
| Núm                | Ciclista               | Pos                |
| 1                  | Primož Roglič (SLO)    | 10è                |
| 2                  | Nico Denz (GER)        |                    |
| 3                  | Marco Haller (AUT)     |                    |
| 4                  | Bob Jungels (LUX)      |                    |
| 5                  | Matteo Sobrero (ITA)   |                    |
| 6                  | Danny van Poppel (NED) |                    |
| 7                  | Aleksandr Vlàssov      |                    |

| Groupama-FDJ GFC | Groupama-FDJ GFC        | Groupama-FDJ GFC |
| ---------------- | ----------------------- | ---------------- |
| Núm              | Ciclista                | Pos              |
| 11               | David Gaudu (FRA)       | NP-8             |
| 12               | Sven Erik Bystrøm (NOR) |                  |
| 13               | Kevin Geniets (LUX)     | DNF-8            |
| 14               | Quentin Pacher (FRA)    |                  |
| 15               | Laurence Pithie (NZL)   |                  |
| 16               | Clément Russo (FRA)     |                  |
| 17               | Samuel Watson (GBR)     |                  |

| Soudal Quick-Step SOQ | Soudal Quick-Step SOQ                | Soudal Quick-Step SOQ |
| --------------------- | ------------------------------------ | --------------------- |
| Núm                   | Ciclista                             | Pos                   |
| 21                    | Remco Evenepoel (BEL) (ruta i crono) | 2n                    |
| 22                    | Mattia Cattaneo (ITA)                |                       |
| 23                    | Yves Lampaert (BEL)                  |                       |
| 24                    | Gianni Moscon (ITA)                  |                       |
| 25                    | Casper Pedersen (DEN)                |                       |
| 26                    | Ilan Van Wilder (BEL)                |                       |
| 27                    | Louis Vervaeke (BEL)                 |                       |

| UAE Team Emirates UAD | UAE Team Emirates UAD         | UAE Team Emirates UAD |
| --------------------- | ----------------------------- | --------------------- |
| Núm                   | Ciclista                      | Pos                   |
| 31                    | João Almeida (POR) (crono)    |                       |
| 32                    | Finn Fisher-Black (NZL)       |                       |
| 33                    | Felix Großschartner (AUT)     |                       |
| 34                    | Brandon McNulty (USA) (crono) |                       |
| 35                    | Nils Politt (GER) (crono)     |                       |
| 36                    | Marc Soler i Giménez (ESP)    | DNF-4                 |
| 37                    | Jay Vine (AUS)                |                       |

| Team Visma \| Lease a Bike TVL | Team Visma \| Lease a Bike TVL | Team Visma \| Lease a Bike TVL |
| ------------------------------ | ------------------------------ | ------------------------------ |
| Núm                            | Ciclista                       | Pos                            |
| 41                             | Matteo Jorgenson (USA)         |                                |
| 42                             | Edoardo Affini (ITA)           |                                |
| 43                             | Koen Bouwman (NED)             |                                |
| 44                             | Wilco Kelderman (NED)          |                                |
| 45                             | Olav Kooij (NED)               | DNF-8                          |
| 46                             | Tim Van Dijke (NED)            |                                |
| 47                             | Mick van Dijke (NED)           |                                |

| Ineos Grenadiers IGD | Ineos Grenadiers IGD                       | Ineos Grenadiers IGD |
| -------------------- | ------------------------------------------ | -------------------- |
| Núm                  | Ciclista                                   | Pos                  |
| 51                   | Egan Bernal Gómez (COL)                    |                      |
| 52                   | Jonathan Castroviejo Nicolás (ESP) (crono) |                      |
| 53                   | Laurens De Plus (BEL)                      |                      |
| 54                   | Omar Fraile Matarranz (ESP)                |                      |
| 55                   | Carlos Rodríguez Cano (ESP)                |                      |
| 56                   | Joshua Tarling (GBR) (crono)               |                      |
| 57                   | Ben Turner (GBR)                           |                      |

| Lidl-Trek LTK | Lidl-Trek LTK                     | Lidl-Trek LTK |
| ------------- | --------------------------------- | ------------- |
| Núm           | Ciclista                          | Pos           |
| 61            | Mads Pedersen (DEN)               |               |
| 62            | Julien Bernard (FRA)              |               |
| 63            | Tim Declercq (BEL)                |               |
| 64            | Ryan Gibbons (RSA) (ruta i crono) |               |
| 65            | Otto Vergaerde (BEL)              |               |
| 66            | Mattias Skjelmose (DEN) (ruta)    |               |
| 67            | Jasper Stuyven (BEL)              |               |

| Decathlon-AG2R La Mondiale DAT | Decathlon-AG2R La Mondiale DAT | Decathlon-AG2R La Mondiale DAT |
| ------------------------------ | ------------------------------ | ------------------------------ |
| Núm                            | Ciclista                       | Pos                            |
| 71                             | Felix Gall (AUT)               |                                |
| 72                             | Bruno Armirail (FRA)           |                                |
| 73                             | Sam Bennett (IRL)              |                                |
| 74                             | Dries De Bondt (BEL)           |                                |
| 75                             | Dorian Godon (FRA)             |                                |
| 76                             | Oliver Naesen (BEL)            | NP-4                           |
| 77                             | Aurélien Paret-Peintre (FRA)   |                                |

| Team Jayco AlUla JAY | Team Jayco AlUla JAY             | Team Jayco AlUla JAY |
| -------------------- | -------------------------------- | -------------------- |
| Núm                  | Ciclista                         | Pos                  |
| 81                   | Michael Matthews (AUS)           | DNF-4                |
| 82                   | Luke Durbridge (AUS)             |                      |
| 83                   | Dylan Groenewegen (NED)          | NP-7                 |
| 84                   | Chris Harper (AUS)               |                      |
| 85                   | Luka Mezgec (SLO)                | DNF-7                |
| 86                   | Lucas Plapp (AUS) (ruta i crono) |                      |
| 87                   | Elmar Reinders (NED)             | NP-8                 |

| Cofidis COF | Cofidis COF                   | Cofidis COF |
| ----------- | ----------------------------- | ----------- |
| Núm         | Ciclista                      | Pos         |
| 91          | Ion Izagirre Insausti (ESP)   |             |
| 92          | Bryan Coquard (FRA)           | DNF-6       |
| 93          | Nicolas Debeaumarché (FRA)    |             |
| 94          | Alexis Gougeard (FRA)         | DNF-6       |
| 95          | Gorka Izagirre Insausti (ESP) | DNF-4       |
| 96          | Anthony Perez (FRA)           |             |
| 97          | Benjamin Thomas (FRA)         |             |

| Bahrain Victorious TBV | Bahrain Victorious TBV              | Bahrain Victorious TBV |
| ---------------------- | ----------------------------------- | ---------------------- |
| Núm                    | Ciclista                            | Pos                    |
| 101                    | Peio Bilbao López de Armentia (ESP) |                        |
| 102                    | Santiago Buitrago Sánchez (COL)     | DNF-8                  |
| 103                    | Kamil Gradek (POL)                  |                        |
| 104                    | Jack Haig (AUS)                     |                        |
| 105                    | Dušan Rajović (SRB)                 |                        |
| 106                    | Jasha Sütterlin (GER)               |                        |
| 107                    | Fred Wright (GBR) (ruta)            |                        |

| Arkéa-B&B Hotels ARK | Arkéa-B&B Hotels ARK      | Arkéa-B&B Hotels ARK |
| -------------------- | ------------------------- | -------------------- |
| Núm                  | Ciclista                  | Pos                  |
| 111                  | Arnaud Démare (FRA)       | NP-7                 |
| 112                  | Clément Champoussin (FRA) |                      |
| 113                  | Ewen Costiou (FRA)        |                      |
| 114                  | Donavan Grondin (FRA)     | DNF-6                |
| 115                  | Thibault Guernalec (FRA)  |                      |
| 116                  | Łukasz Owsian (POL)       |                      |
| 117                  | Miles Scotson (AUS)       |                      |

| Lotto Dstny LTD | Lotto Dstny LTD          | Lotto Dstny LTD |
| --------------- | ------------------------ | --------------- |
| Núm             | Ciclista                 | Pos             |
| 121             | Arnaud De Lie (BEL)      | NP-4            |
| 122             | Cedric Beullens (BEL)    |                 |
| 123             | Victor Campenaerts (BEL) |                 |
| 124             | Jasper De Buyst (BEL)    | DNF-7           |
| 125             | Pascal Eenkhoorn (NED)   |                 |
| 126             | Mathijs Paasschens (NED) |                 |
| 127             | Brent Van Moer (BEL)     |                 |

| EF Education-EasyPost EFE | EF Education-EasyPost EFE      | EF Education-EasyPost EFE |
| ------------------------- | ------------------------------ | ------------------------- |
| Núm                       | Ciclista                       | Pos                       |
| 131                       | Rigoberto Urán (COL)           | DNF-7                     |
| 132                       | Stefan Bissegger (SUI) (crono) |                           |
| 133                       | Owain Doull (GBR)              |                           |
| 134                       | Andrea Piccolo (ITA)           | NP-5                      |
| 135                       | Jonas Rutsch (GER)             |                           |
| 136                       | Harry Sweeny (AUS)             |                           |
| 137                       | Michael Valgren Andersen (DEN) |                           |

| Astana Qazaqstan Team AST | Astana Qazaqstan Team AST             | Astana Qazaqstan Team AST |
| ------------------------- | ------------------------------------- | ------------------------- |
| Núm                       | Ciclista                              | Pos                       |
| 141                       | Aleksei Lutsenko (KAZ) (ruta i crono) | DNF-7                     |
| 142                       | Samuele Battistella (ITA)             |                           |
| 143                       | Anthon Charmig (DEN)                  |                           |
| 144                       | Cristian Scaroni (ITA)                |                           |
| 145                       | Rüdiger Selig (GER)                   | DNF-6                     |
| 146                       | Harold Tejada (COL)                   |                           |
| 147                       | Dmitri Grúzdev (KAZ)                  |                           |

| Movistar Team MOV | Movistar Team MOV                 | Movistar Team MOV |
| ----------------- | --------------------------------- | ----------------- |
| Núm               | Ciclista                          | Pos               |
| 151               | Ruben Guerreiro (POR)             |                   |
| 152               | Jon Barrenetxea (ESP)             |                   |
| 153               | William Barta (USA)               |                   |
| 154               | Rémi Cavagna (FRA) (crono)        |                   |
| 155               | Johan Jacobs (SUI)                |                   |
| 156               | Mathias Norsgaard Jørgensen (DEN) |                   |
| 157               | Albert Torres Barceló (ESP)       |                   |

| Team dsm-firmenich PostNL DFP | Team dsm-firmenich PostNL DFP | Team dsm-firmenich PostNL DFP |
| ----------------------------- | ----------------------------- | ----------------------------- |
| Núm                           | Ciclista                      | Pos                           |
| 161                           | Fabio Jakobsen (NED)          | DNF-5                         |
| 162                           | Tobias Lund Andresen (DEN)    | NP-6                          |
| 163                           | Nils Eekhoff (NED)            | NP-6                          |
| 164                           | Gijs Leemreize (NED)          |                               |
| 165                           | Timo Roosen (NED)             | DNF-7                         |
| 166                           | Martijn Tusveld (NED)         |                               |
| 167                           | Julius van den Berg (NED)     | DNF-5                         |

| Alpecin-Deceuninck ADC | Alpecin-Deceuninck ADC    | Alpecin-Deceuninck ADC |
| ---------------------- | ------------------------- | ---------------------- |
| Núm                    | Ciclista                  | Pos                    |
| 171                    | Kaden Groves (AUS)        | DNF-5                  |
| 172                    | Maurice Ballerstedt (GER) |                        |
| 173                    | Silvan Dillier (SUI)      | NP-6                   |
| 174                    | Robbe Ghys (BEL)          |                        |
| 175                    | Jason Osborne (GER)       |                        |
| 176                    | Edward Planckaert (BEL)   |                        |
| 177                    | Luca Vergallito (ITA)     |                        |

| Israel-Premier Tech IPT | Israel-Premier Tech IPT   | Israel-Premier Tech IPT |
| ----------------------- | ------------------------- | ----------------------- |
| Núm                     | Ciclista                  | Pos                     |
| 181                     | Jakob Fuglsang (DEN)      |                         |
| 182                     | Pascal Ackermann (GER)    | NP-7                    |
| 183                     | Guillaume Boivin (CAN)    |                         |
| 184                     | Hugo Hofstetter (FRA)     | DNF-6                   |
| 185                     | Hugo Houle (CAN)          |                         |
| 186                     | Michael Schwarzmann (GER) | NP-4                    |
| 187                     | Rick Zabel (GER)          | NP-7                    |

| Intermarché-Wanty IWA | Intermarché-Wanty IWA                | Intermarché-Wanty IWA |
| --------------------- | ------------------------------------ | --------------------- |
| Núm                   | Ciclista                             | Pos                   |
| 191                   | Gerben Thijssen (BEL)                | NP-7                  |
| 192                   | Lilian Calmejane (FRA)               |                       |
| 193                   | Dries De Pooter (BEL)                |                       |
| 194                   | Madis Mihkels (EST)                  | NP-8                  |
| 195                   | Adrien Petit (FRA)                   |                       |
| 196                   | Roel Daan van Sintmaartensdijk (NED) | NP-3                  |
| 197                   | Georg Zimmermann (GER)               |                       |

| TotalEnergies TEN | TotalEnergies TEN        | TotalEnergies TEN |
| ----------------- | ------------------------ | ----------------- |
| Núm               | Ciclista                 | Pos               |
| 201               | Mathieu Burgaudeau (FRA) |                   |
| 202               | Steff Cras (BEL)         |                   |
| 203               | Sandy Dujardin (FRA)     |                   |
| 204               | Jordan Jegat (FRA)       |                   |
| 205               | Pierre Latour (FRA)      | DNF-7             |
| 206               | Anthony Turgis (FRA)     | DNF-7             |
| 207               | Dries Van Gestel (BEL)   |                   |

| Tudor Pro Cycling Team TUD | Tudor Pro Cycling Team TUD | Tudor Pro Cycling Team TUD |
| -------------------------- | -------------------------- | -------------------------- |
| Núm                        | Ciclista                   | Pos                        |
| 211                        | Michael Storer (AUS)       |                            |
| 212                        | Arvid de Kleijn (NED)      | DNF-5                      |
| 213                        | Arthur Kluckers (LUX)      |                            |
| 214                        | Rick Pluimers (NED)        |                            |
| 215                        | Matteo Trentin (ITA)       |                            |
| 216                        | Yannis Voisard (SUI)       |                            |
| 217                        | Maikel Zijlaard (NED)      | DNF-6                      |

| Bora-Hansgrohe BOH | Bora-Hansgrohe BOH     | Bora-Hansgrohe BOH |
| ------------------ | ---------------------- | ------------------ |
| Núm                | Ciclista               | Pos                |
| 1                  | Primož Roglič (SLO)    | 10è                |
| 2                  | Nico Denz (GER)        |                    |
| 3                  | Marco Haller (AUT)     |                    |
| 4                  | Bob Jungels (LUX)      |                    |
| 5                  | Matteo Sobrero (ITA)   |                    |
| 6                  | Danny van Poppel (NED) |                    |
| 7                  | Aleksandr Vlàssov      |                    |

| Groupama-FDJ GFC | Groupama-FDJ GFC        | Groupama-FDJ GFC |
| ---------------- | ----------------------- | ---------------- |
| Núm              | Ciclista                | Pos              |
| 11               | David Gaudu (FRA)       | NP-8             |
| 12               | Sven Erik Bystrøm (NOR) |                  |
| 13               | Kevin Geniets (LUX)     | DNF-8            |
| 14               | Quentin Pacher (FRA)    |                  |
| 15               | Laurence Pithie (NZL)   |                  |
| 16               | Clément Russo (FRA)     |                  |
| 17               | Samuel Watson (GBR)     |                  |

| Soudal Quick-Step SOQ | Soudal Quick-Step SOQ                | Soudal Quick-Step SOQ |
| --------------------- | ------------------------------------ | --------------------- |
| Núm                   | Ciclista                             | Pos                   |
| 21                    | Remco Evenepoel (BEL) (ruta i crono) | 2n                    |
| 22                    | Mattia Cattaneo (ITA)                |                       |
| 23                    | Yves Lampaert (BEL)                  |                       |
| 24                    | Gianni Moscon (ITA)                  |                       |
| 25                    | Casper Pedersen (DEN)                |                       |
| 26                    | Ilan Van Wilder (BEL)                |                       |
| 27                    | Louis Vervaeke (BEL)                 |                       |

| UAE Team Emirates UAD | UAE Team Emirates UAD         | UAE Team Emirates UAD |
| --------------------- | ----------------------------- | --------------------- |
| Núm                   | Ciclista                      | Pos                   |
| 31                    | João Almeida (POR) (crono)    |                       |
| 32                    | Finn Fisher-Black (NZL)       |                       |
| 33                    | Felix Großschartner (AUT)     |                       |
| 34                    | Brandon McNulty (USA) (crono) |                       |
| 35                    | Nils Politt (GER) (crono)     |                       |
| 36                    | Marc Soler i Giménez (ESP)    | DNF-4                 |
| 37                    | Jay Vine (AUS)                |                       |

| Team Visma \| Lease a Bike TVL | Team Visma \| Lease a Bike TVL | Team Visma \| Lease a Bike TVL |
| ------------------------------ | ------------------------------ | ------------------------------ |
| Núm                            | Ciclista                       | Pos                            |
| 41                             | Matteo Jorgenson (USA)         |                                |
| 42                             | Edoardo Affini (ITA)           |                                |
| 43                             | Koen Bouwman (NED)             |                                |
| 44                             | Wilco Kelderman (NED)          |                                |
| 45                             | Olav Kooij (NED)               | DNF-8                          |
| 46                             | Tim Van Dijke (NED)            |                                |
| 47                             | Mick van Dijke (NED)           |                                |

| Ineos Grenadiers IGD | Ineos Grenadiers IGD                       | Ineos Grenadiers IGD |
| -------------------- | ------------------------------------------ | -------------------- |
| Núm                  | Ciclista                                   | Pos                  |
| 51                   | Egan Bernal Gómez (COL)                    |                      |
| 52                   | Jonathan Castroviejo Nicolás (ESP) (crono) |                      |
| 53                   | Laurens De Plus (BEL)                      |                      |
| 54                   | Omar Fraile Matarranz (ESP)                |                      |
| 55                   | Carlos Rodríguez Cano (ESP)                |                      |
| 56                   | Joshua Tarling (GBR) (crono)               |                      |
| 57                   | Ben Turner (GBR)                           |                      |

| Lidl-Trek LTK | Lidl-Trek LTK                     | Lidl-Trek LTK |
| ------------- | --------------------------------- | ------------- |
| Núm           | Ciclista                          | Pos           |
| 61            | Mads Pedersen (DEN)               |               |
| 62            | Julien Bernard (FRA)              |               |
| 63            | Tim Declercq (BEL)                |               |
| 64            | Ryan Gibbons (RSA) (ruta i crono) |               |
| 65            | Otto Vergaerde (BEL)              |               |
| 66            | Mattias Skjelmose (DEN) (ruta)    |               |
| 67            | Jasper Stuyven (BEL)              |               |

| Decathlon-AG2R La Mondiale DAT | Decathlon-AG2R La Mondiale DAT | Decathlon-AG2R La Mondiale DAT |
| ------------------------------ | ------------------------------ | ------------------------------ |
| Núm                            | Ciclista                       | Pos                            |
| 71                             | Felix Gall (AUT)               |                                |
| 72                             | Bruno Armirail (FRA)           |                                |
| 73                             | Sam Bennett (IRL)              |                                |
| 74                             | Dries De Bondt (BEL)           |                                |
| 75                             | Dorian Godon (FRA)             |                                |
| 76                             | Oliver Naesen (BEL)            | NP-4                           |
| 77                             | Aurélien Paret-Peintre (FRA)   |                                |

| Team Jayco AlUla JAY | Team Jayco AlUla JAY             | Team Jayco AlUla JAY |
| -------------------- | -------------------------------- | -------------------- |
| Núm                  | Ciclista                         | Pos                  |
| 81                   | Michael Matthews (AUS)           | DNF-4                |
| 82                   | Luke Durbridge (AUS)             |                      |
| 83                   | Dylan Groenewegen (NED)          | NP-7                 |
| 84                   | Chris Harper (AUS)               |                      |
| 85                   | Luka Mezgec (SLO)                | DNF-7                |
| 86                   | Lucas Plapp (AUS) (ruta i crono) |                      |
| 87                   | Elmar Reinders (NED)             | NP-8                 |

| Cofidis COF | Cofidis COF                   | Cofidis COF |
| ----------- | ----------------------------- | ----------- |
| Núm         | Ciclista                      | Pos         |
| 91          | Ion Izagirre Insausti (ESP)   |             |
| 92          | Bryan Coquard (FRA)           | DNF-6       |
| 93          | Nicolas Debeaumarché (FRA)    |             |
| 94          | Alexis Gougeard (FRA)         | DNF-6       |
| 95          | Gorka Izagirre Insausti (ESP) | DNF-4       |
| 96          | Anthony Perez (FRA)           |             |
| 97          | Benjamin Thomas (FRA)         |             |

| Bahrain Victorious TBV | Bahrain Victorious TBV              | Bahrain Victorious TBV |
| ---------------------- | ----------------------------------- | ---------------------- |
| Núm                    | Ciclista                            | Pos                    |
| 101                    | Peio Bilbao López de Armentia (ESP) |                        |
| 102                    | Santiago Buitrago Sánchez (COL)     | DNF-8                  |
| 103                    | Kamil Gradek (POL)                  |                        |
| 104                    | Jack Haig (AUS)                     |                        |
| 105                    | Dušan Rajović (SRB)                 |                        |
| 106                    | Jasha Sütterlin (GER)               |                        |
| 107                    | Fred Wright (GBR) (ruta)            |                        |

| Arkéa-B&B Hotels ARK | Arkéa-B&B Hotels ARK      | Arkéa-B&B Hotels ARK |
| -------------------- | ------------------------- | -------------------- |
| Núm                  | Ciclista                  | Pos                  |
| 111                  | Arnaud Démare (FRA)       | NP-7                 |
| 112                  | Clément Champoussin (FRA) |                      |
| 113                  | Ewen Costiou (FRA)        |                      |
| 114                  | Donavan Grondin (FRA)     | DNF-6                |
| 115                  | Thibault Guernalec (FRA)  |                      |
| 116                  | Łukasz Owsian (POL)       |                      |
| 117                  | Miles Scotson (AUS)       |                      |

| Lotto Dstny LTD | Lotto Dstny LTD          | Lotto Dstny LTD |
| --------------- | ------------------------ | --------------- |
| Núm             | Ciclista                 | Pos             |
| 121             | Arnaud De Lie (BEL)      | NP-4            |
| 122             | Cedric Beullens (BEL)    |                 |
| 123             | Victor Campenaerts (BEL) |                 |
| 124             | Jasper De Buyst (BEL)    | DNF-7           |
| 125             | Pascal Eenkhoorn (NED)   |                 |
| 126             | Mathijs Paasschens (NED) |                 |
| 127             | Brent Van Moer (BEL)     |                 |

| EF Education-EasyPost EFE | EF Education-EasyPost EFE      | EF Education-EasyPost EFE |
| ------------------------- | ------------------------------ | ------------------------- |
| Núm                       | Ciclista                       | Pos                       |
| 131                       | Rigoberto Urán (COL)           | DNF-7                     |
| 132                       | Stefan Bissegger (SUI) (crono) |                           |
| 133                       | Owain Doull (GBR)              |                           |
| 134                       | Andrea Piccolo (ITA)           | NP-5                      |
| 135                       | Jonas Rutsch (GER)             |                           |
| 136                       | Harry Sweeny (AUS)             |                           |
| 137                       | Michael Valgren Andersen (DEN) |                           |

| Astana Qazaqstan Team AST | Astana Qazaqstan Team AST             | Astana Qazaqstan Team AST |
| ------------------------- | ------------------------------------- | ------------------------- |
| Núm                       | Ciclista                              | Pos                       |
| 141                       | Aleksei Lutsenko (KAZ) (ruta i crono) | DNF-7                     |
| 142                       | Samuele Battistella (ITA)             |                           |
| 143                       | Anthon Charmig (DEN)                  |                           |
| 144                       | Cristian Scaroni (ITA)                |                           |
| 145                       | Rüdiger Selig (GER)                   | DNF-6                     |
| 146                       | Harold Tejada (COL)                   |                           |
| 147                       | Dmitri Grúzdev (KAZ)                  |                           |

| Movistar Team MOV | Movistar Team MOV                 | Movistar Team MOV |
| ----------------- | --------------------------------- | ----------------- |
| Núm               | Ciclista                          | Pos               |
| 151               | Ruben Guerreiro (POR)             |                   |
| 152               | Jon Barrenetxea (ESP)             |                   |
| 153               | William Barta (USA)               |                   |
| 154               | Rémi Cavagna (FRA) (crono)        |                   |
| 155               | Johan Jacobs (SUI)                |                   |
| 156               | Mathias Norsgaard Jørgensen (DEN) |                   |
| 157               | Albert Torres Barceló (ESP)       |                   |

| Team dsm-firmenich PostNL DFP | Team dsm-firmenich PostNL DFP | Team dsm-firmenich PostNL DFP |
| ----------------------------- | ----------------------------- | ----------------------------- |
| Núm                           | Ciclista                      | Pos                           |
| 161                           | Fabio Jakobsen (NED)          | DNF-5                         |
| 162                           | Tobias Lund Andresen (DEN)    | NP-6                          |
| 163                           | Nils Eekhoff (NED)            | NP-6                          |
| 164                           | Gijs Leemreize (NED)          |                               |
| 165                           | Timo Roosen (NED)             | DNF-7                         |
| 166                           | Martijn Tusveld (NED)         |                               |
| 167                           | Julius van den Berg (NED)     | DNF-5                         |

| Alpecin-Deceuninck ADC | Alpecin-Deceuninck ADC    | Alpecin-Deceuninck ADC |
| ---------------------- | ------------------------- | ---------------------- |
| Núm                    | Ciclista                  | Pos                    |
| 171                    | Kaden Groves (AUS)        | DNF-5                  |
| 172                    | Maurice Ballerstedt (GER) |                        |
| 173                    | Silvan Dillier (SUI)      | NP-6                   |
| 174                    | Robbe Ghys (BEL)          |                        |
| 175                    | Jason Osborne (GER)       |                        |
| 176                    | Edward Planckaert (BEL)   |                        |
| 177                    | Luca Vergallito (ITA)     |                        |

| Israel-Premier Tech IPT | Israel-Premier Tech IPT   | Israel-Premier Tech IPT |
| ----------------------- | ------------------------- | ----------------------- |
| Núm                     | Ciclista                  | Pos                     |
| 181                     | Jakob Fuglsang (DEN)      |                         |
| 182                     | Pascal Ackermann (GER)    | NP-7                    |
| 183                     | Guillaume Boivin (CAN)    |                         |
| 184                     | Hugo Hofstetter (FRA)     | DNF-6                   |
| 185                     | Hugo Houle (CAN)          |                         |
| 186                     | Michael Schwarzmann (GER) | NP-4                    |
| 187                     | Rick Zabel (GER)          | NP-7                    |

| Intermarché-Wanty IWA | Intermarché-Wanty IWA                | Intermarché-Wanty IWA |
| --------------------- | ------------------------------------ | --------------------- |
| Núm                   | Ciclista                             | Pos                   |
| 191                   | Gerben Thijssen (BEL)                | NP-7                  |
| 192                   | Lilian Calmejane (FRA)               |                       |
| 193                   | Dries De Pooter (BEL)                |                       |
| 194                   | Madis Mihkels (EST)                  | NP-8                  |
| 195                   | Adrien Petit (FRA)                   |                       |
| 196                   | Roel Daan van Sintmaartensdijk (NED) | NP-3                  |
| 197                   | Georg Zimmermann (GER)               |                       |

| TotalEnergies TEN | TotalEnergies TEN        | TotalEnergies TEN |
| ----------------- | ------------------------ | ----------------- |
| Núm               | Ciclista                 | Pos               |
| 201               | Mathieu Burgaudeau (FRA) |                   |
| 202               | Steff Cras (BEL)         |                   |
| 203               | Sandy Dujardin (FRA)     |                   |
| 204               | Jordan Jegat (FRA)       |                   |
| 205               | Pierre Latour (FRA)      | DNF-7             |
| 206               | Anthony Turgis (FRA)     | DNF-7             |
| 207               | Dries Van Gestel (BEL)   |                   |

| Tudor Pro Cycling Team TUD | Tudor Pro Cycling Team TUD | Tudor Pro Cycling Team TUD |
| -------------------------- | -------------------------- | -------------------------- |
| Núm                        | Ciclista                   | Pos                        |
| 211                        | Michael Storer (AUS)       |                            |
| 212                        | Arvid de Kleijn (NED)      | DNF-5                      |
| 213                        | Arthur Kluckers (LUX)      |                            |
| 214                        | Rick Pluimers (NED)        |                            |
| 215                        | Matteo Trentin (ITA)       |                            |
| 216                        | Yannis Voisard (SUI)       |                            |
| 217                        | Maikel Zijlaard (NED)      | DNF-6                      |